# First Class 8
Il First Class 8 (FC8) è un monotipo di barca a vela progettata nel 1982 dal Gruppo Finot e da Jacques Fouroux per essere costruita dal cantiere Beneteau.
La classe è una delle più competitive a livello europeo con più di 1000 unità vendute tra 1982 e il 1994.
Le flotte più numerose si trovano in Francia, Belgio, Spagna, Germania, Norvegia e Portogallo.
Al termine della produzione è stata sostituita dal First Class 7.5.
La barca è lunga in confronto alle sue dirette concorrenti come l'americano J/24. Ha linee molto moderne per il suo periodo senza nessun richiamo alle linee degli scafi IOR con lunghi sbalzi, di prua e di poppa. Le linee si ispirano a quelle delle derive plananti. Lo scafo però presenta una superficie bagnata molto ampia che lo rende lento con venti leggeri.

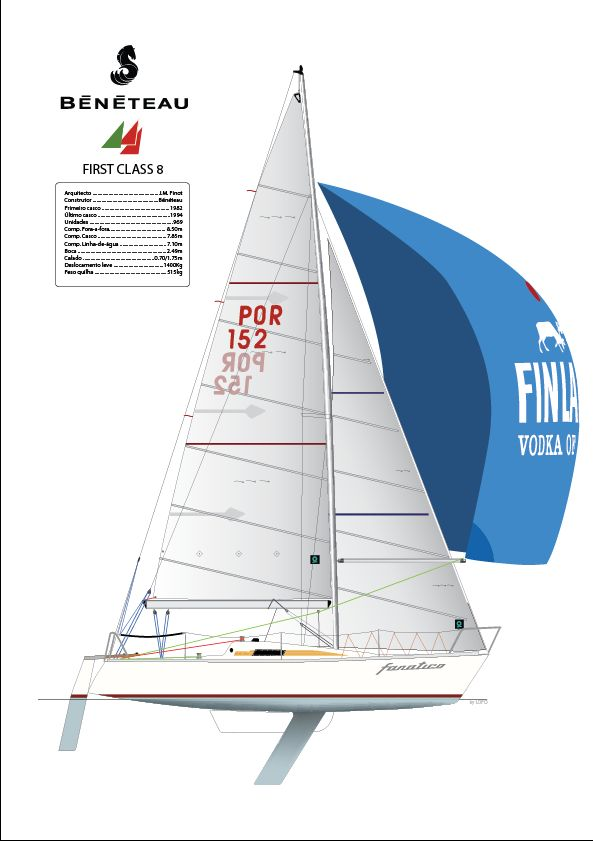
Beneteau First Class 8